# Каменний Брод (Казахстан)
Ка́менний Брод (каз. Каменный Брод) — село у складі Айиртауського району Північноказахстанської області Казахстану. Входить до складу Українського сільського округу, раніше було центром ліквідованої Каменнобродської сільської ради.
Населення — 497 осіб (2021; 657 у 2009, 831 у 1999, 833 у 1989).
Національний склад станом на 1989 рік:
- росіяни — 26 %
- українці — 24 %
- казахи — 23 %
- німці — 21 %.